# Huanggang
Huanggang (黃冈市; pinyin: Huánggāng Shì) er et bypræfektur østligst i den kinesiske provins Hubei. Præfekturet har et areal på 17.453 km ² og en befolkning på 7.310.000 mennesker (2007).

## Administrative enheder
Huanggang består av et bydistrikt, to byamter og syv amter:
- Bydistriktet Huangzhou – 黄州区 Huángzhōu Qū ;
- Byamtet Macheng – 麻城市 Máchéng Shì ;
- Byamtet Wuxue – 武穴市 Wǔxué Shì ;
- Amtet Hong'an – 红安县 Hóng'ān Xiàn ;
- Amtet Luotian – 罗田县 Luótián Xiàn ;
- Amtet Yingshan – 英山县 Yīngshān Xiàn ;
- Amtet Xishui – 浠水县 Xīshuǐ Xiàn ;
- Amtet Qichun – 蕲春县 Qíchūn Xiàn ;
- Amtet Huangmei – 黄梅县 Huángméi Xiàn ;
- Amtet Tuanfeng – 团风县 Tuánfēng Xiàn.

## Trafik
Kinas rigsvej 106 går gennem området. Den løber fra Beijing og passerer blandt andet Hengshui, Kaifeng, Ezhou og Shaoguan på sin vej til Guangzhou i Sydkina. 